# Amerikanische Duftblüte
Die Amerikanische Duftblüte (Osmanthus americanus), auch als Amerikanischer Ölbaum sowie im Englischen als „Devilwood Osmanthus“ oder „Devilwood“ bezeichnet, ist eine Pflanzenart aus der Gattung der Duftblüten (Osmanthus) in der Familie der Ölbaumgewächse (Oleaceae).

## Beschreibung

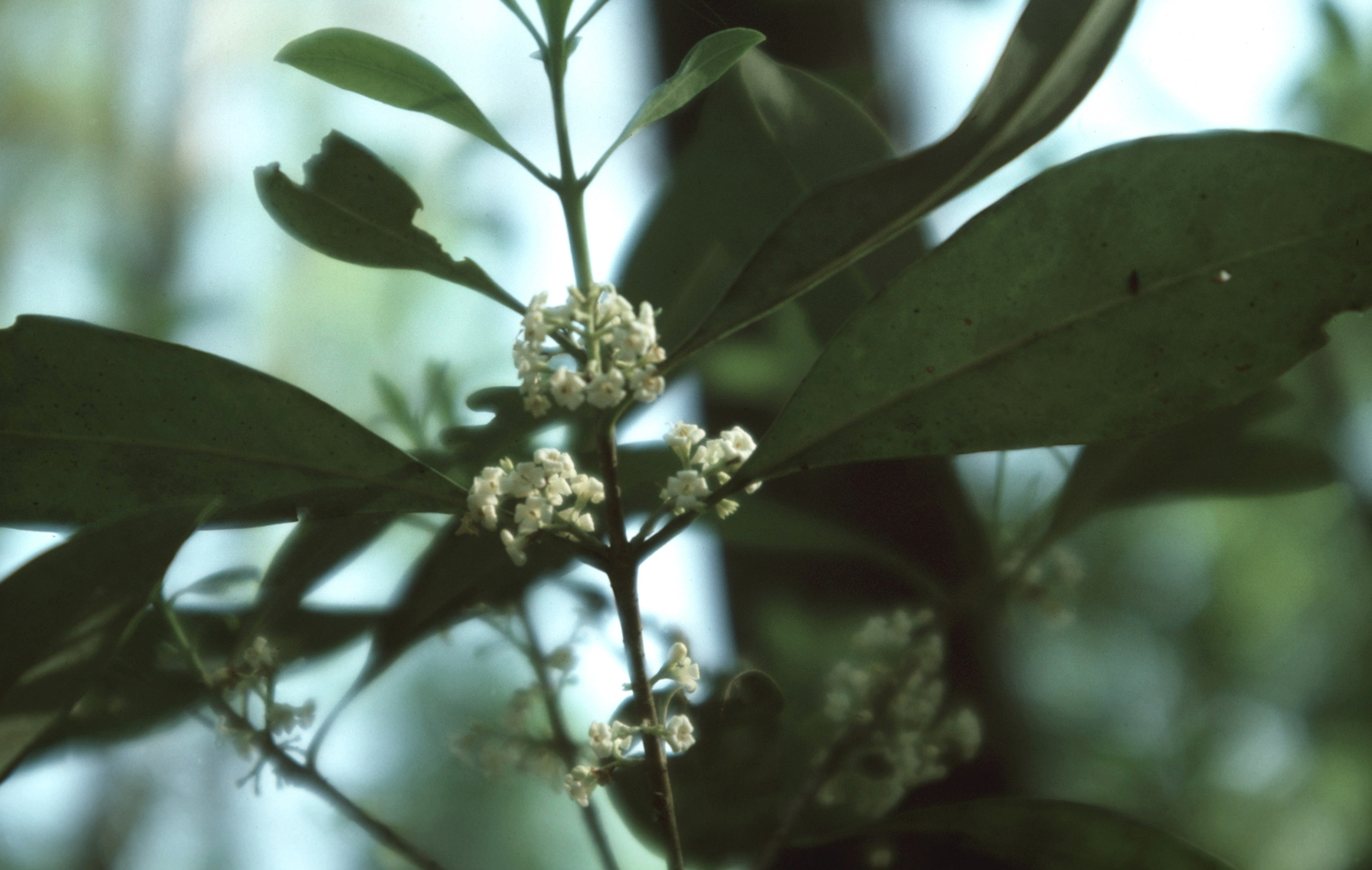
Blütenstände in den Achseln der gegenständigen Laubblätter

Die Amerikanische Duftblüte wächst als immergrüner Strauch, seltener als kleiner Baum. Sie ist langsamwüchsig und erreicht Wuchshöhen von 4 bis 7 Metern, selten auch bis zu 15 Meter. Die Borke ist graubraun. Die Rinde der schlanken Zweige ist grün und dicht mit rostbraunen Schuppen bedeckt. Die gegenständigen, ledrigen Laubblätter sind mit einer Länge von 5 bis 12 cm und einer Breite von 2 bis 4 cm breit elliptisch bis verkehrt-eiförmig. Der Blattrand ist glatt bis etwas gewellt und zurückgebogen. Die Blattoberseite ist bläulich-grün und die Blattunterseite ist viel heller sowie rostig oder beschuppt.
Die Blütezeit liegt im zeitigen Frühjahr. An Zweigen des Vorjahres stehen die Blüten in kleinen Gruppen in den Blattachseln. Die relativ kleinen, stark duftenden Blüten sind urnenförmig und 1 cm lang. Die fünf weißen Kronblätter sind verwachsen und sind mit vielen hellbraunen Schuppen bedeckt.
Die bei Reife dunkelblauen Steinfrüchte sind 1 bis 2 cm groß und ähneln im Aussehen
Oliven. Die Früchte reifen im Herbst und werden von Vögeln sowie Hörnchen und anderen Säugetieren gefressen.

## Vorkommen
Die Amerikanische Duftblüte ist in den südöstlichen USA von Texas bis Virginia heimisch. Vorkommen gibt es in folgenden US-Bundesstaaten: Südliches Alabama, Florida, Georgia, südöstliches Louisiana, südliches Mississippi, östliches North Carolina, South Carolina und südöstliches Virginia. Daneben erstreckt sich das Verbreitungsgebiet dieser Art nach Süden weiter in die mexikanischen Bundesstaaten Nuevo León, Tamaulipas, Veracruz und Oaxaca.
Bevorzugte Naturstandorte der Amerikanischen Duftblüte sind Trockenwälder in der Nähe von Flussläufen.

## Systematik
Die Amerikanische Duftblüte wurde 1767 durch Carl von Linné unter dem Namen Olea americana in Mantissa plantarum, 1, S. 24 erstveröffentlicht. Den heute gültigen Namen Osmanthus americanus veröffentlichten 1878 George Bentham & Joseph Dalton Hooker in Asa Gray: Synoptical Flora of North America, 2 (1), S. 78.  Weitere Synonyme für Osmanthus americanus (L.) Benth. & Hook. f. ex A.Gray sind: Amarolea americana (L.) Small, Osmanthus americana (L.) A.Gray, Osmanthus americanus Benth. & Hook. f. ex A.Gray var. americanus, Osmanthus americanus var. microphyllus P.S.Green, Osmanthus mexicanus Lundell, Osmanthus floridanus Chapman.

## Nutzung
Wegen ihrer duftenden Blüten wird die Amerikanische Duftblüte gerne als Zierpflanze in Parks und Gärten gepflanzt.